# Slag bij Quiberon
De Slag bij Quiberon (of Slag om de baai van Quiberon, Frans: bataille des Cardinaux) was een beslissende zeeslag die in 1759 uitgevochten werd voor de Franse kust.
De Britse bevelhebber van de vloot, Edward Hawke, had reeds indruk gemaakt tijdens de Zeeslag bij Kaap Finisterre in 1747. Hawke had de Franse vloot ontdekt die klaarlag om een invasie van Groot-Brittannië mogelijk te maken. Ze hadden zich aan de monding van de Loire verzameld en waren wachtende op de vloot van admiraal Hubert de Brienne de Conflans die vanuit Brest in de richting van de Loire ging vertrekken. Op 14 november vertrokken de Fransen. Hawke nam een enorm risico en volgde de Franse vloot. Hij liet zich leiden door de Franse lokale loodsen. Op 20 november, vroeg in de ochtend, haalde Hawke Conflans in ter hoogte van de baai van Quiberon. Ondanks het slechte weer en de vroege schemering wisten de Britten voor de avond vier Franse schepen te kelderen. De Britten moesten voor anker gaan maar hun aanwezigheid dreef de Fransen meer en meer terug. In een wanhopige poging liepen nog Franse schepen, waaronder het vlaggenschip Soleil Royal, vast. Slechts acht Franse schepen konden ontkomen naar Rochefort. Vijf schepen werden de Vilaine op gedreven, waar zij meer dan een jaar geblokkeerd werden. De Britten verloren twee schepen; deze liepen vast tijdens de nacht.
De overwinning gaf de Britten nu een enorm maritiem voordeel. Zij zouden dit gedurende de verdere oorlog kunnen handhaven en maakten een invasie van Groot-Brittannië onmogelijk.